# Julius Binder
Julius Binder, född 12 maj 1870 i Würzburg, död 28 augusti 1939 i Göttingen, var en tysk jurist.
Binder var professor i Erlangen från 1903 och professor i Göttingen från 1919. Han utgav arbeten i romersk rätt och civilrätt, bland annat Die Rechtstellung des Erben nach dem deutschen bürgerlichen Gesetzbuch (3 band, 1901-1905) och Erbrecht (1923, 2:a upplagan 1930). Binder gjorde sig särskilt känd som rättsfilosof. Med utgångspunkt hos Immanuel Kant och Friedrich Hegel hävdade han möjligheten av en objektiv rätt. Bland hithörande skrifter märks Philosophie des Rechts (1925, 2:a upplagan 1937 med titeln System der Rechtsphilosophie). Binder tog energiskt del av uppbyggandet av den nya tyska rätten under mellankrigstiden med arbeten som Der deutsche Volksstaat (1934).